# Circus (album de Chiaki Kuriyama)
Pour les articles homonymes, voir Circus.
Singles
Circus est le 1er album de Chiaki Kuriyama, sorti sous le label Defstar Records le 16 mars 2011 au Japon. Il arrive 19e à l'Oricon. Il se vend à 4 577 exemplaires la première semaine et reste classé 5 semaines pour un total de 5 761 exemplaires vendus.

## Présentation
Cet album a été produit par Chris Cester et Mark Wilson du groupe australien Jet, et Stepehen Jenkins du groupe Third Eye Blind. Il contient ses 3 premiers singles Kanousei Girl, Cold Finger Girl et Oishii Kisetsu / Ketteiteki Sanpunkan. Son premier single Ryuusei no Namida ne s'y trouve pas, mais le clip se trouve sur le DVD. Il sort en format CD et CD+DVD, l'édition CD+DVD contient un photobook.

## Liste des titres
| 1.  | Roulette de Kuchizuke wo (ルーレットでくちづけを) |  |
| 2.  | Cold Finger Girl (コールドフィンガーガール)       |  |
| 3.  | Oishii Kisetsu (おいしい季節)                     |  |
| 4.  | Mirai no Hikari (ミライノ・ヒカリ)                |  |
| 5.  | Ketteiteki Sanpunkan (決定的三分間)               |  |
| 6.  | Kuchi ni Shita LOVE (口にしたLOVE)                |  |
| 7.  | Shinkai (深海)                                    |  |
| 8.  | Kanousei Girl (可能性ガール)                      |  |
| 9.  | Gokokuhoujou ROCK (五穀豊穣ROCK)                  |  |
| 10. | Ladies & Gentlemen                                |  |
| 11. | New Moon Day                                      |  |

| 1. | Oishii Kisetsu (おいしい季節)                                                                     |  |
| 2. | Ketteiteki Sanpunkan (決定的三分間)                                                               |  |
| 3. | Cold Finger Girl (Rock Short Film) (コールドフィンガーガール)                                     |  |
| 4. | Kanousei Girl (可能性ガール)                                                                      |  |
| 5. | Oishii Kisetsu / Ketteiteki Sanpunkan (Making Video) (おいしい季節 / 決定的三分間 メイキング映像) |  |
| 6. | Ryuusei no Namida (流星のナミダ)                                                                  |  |